# سوزوکی ماگوروکو
سوزوکی ماگوروکو (به ژاپنی: 鈴木孫六 Suzuki Magoroku)؛ یک فرمانده نظامی در شورش سایکا شو در طی دوره سنگوکو در ژاپن بود.
تصور می‌شود که او برادر کوچک‌تر سوزوکی ماگوایچی، احتمالاً سوزوکی شیگه‌هیده باشد.